# Qntal
Qntal is een gothic medieval band uit Duitsland, rond muzikant Michael Popp en zangeres Syrah.
De band heeft opgetreden op belangrijke gothic en industrial muziekfestivals, zoals de Wave-Gotik-Treffen en M'era Luna.
"Qntal" is een verzonnen naam uit de droom van zangeres Syrah. Over de uitspraak van deze naam lijkt soms onenigheid te bestaan; sommigen spreken over [kwintal], terwijl zangeres Syrah zelf de bandnaam tijdens optredens uitspreekt als [kntal].

## Historie
Qntal is opgericht in 1991 door multi-instrumentalist Michael Popp en Ernst Horn. Later completeerde zangeres Syrah de band. Horn verliet de band in 1999 om zich te concentreren op zijn andere band, Deine Lakaien. Philipp Groth kwam toen bij de band. In 2008 verliet zangeres en violist Mariko haar New Yorkse band Unto Ashes, om in Duitsland te gaan werken met Qntal en Estampie.
Begin jaren 1990 verrasten ze de gothic scene met het album Qntal I, en vooral met de donkere medieval club hit Ad Mortem Festinamus. Hun tweede album bevat enkele sterke bewerkingen van middeleeuwse traditionals. Met Qntal III - Tristan und Isolde verliet de band definitief de darkelectro sfeer om meer aan te sluiten bij medieval en Ethereal Wave. Met Qntal IV - Ozymandias presenteerde de band weer enkele meer up tempo nummers zoals Flamma. Met het in 2006 uitgebrachte Qntal V - Silver Swan lijkt de band een duidelijke koers gevonden te hebben, namelijk medieval die niet meer neigt naar dark electro maar veeleer naar Ethereal Wave en bands à la Dead Can Dance.
Qntal gebruikt steevast oude, vaak middeleeuwse, teksten en giet die in een zweverig modern gothic-like arrangement. Tot en met hun eerste 3 albums waren de teksten hoofdzakelijk in Latijn, middelhoogduits, Galicisch-Portugees, en enkele overige Europese talen.
Qntal is gelieerd aan het medieval combo Helium Vola, aan het ensemble Estampie en aanvankelijk zelfs aan de bekende Duitse neoromantic band Deine Lakaien.
Regelmatig toert de band door Europa, waarbij Qntal meerdere keren in Nederland een optreden heeft gegeven, onder andere op 15 oktober 2006 in Utrecht. In 2007 hebben ze opgetreden op de "Elf Fantasy Fair" die van 20 t/m 22 april 2007 bij Kasteel de Haar in Haarzuilens werd gehouden. Ook in 2009 traden ze er weer op, nu in Arcen op zondag 20 september.

## Discografie

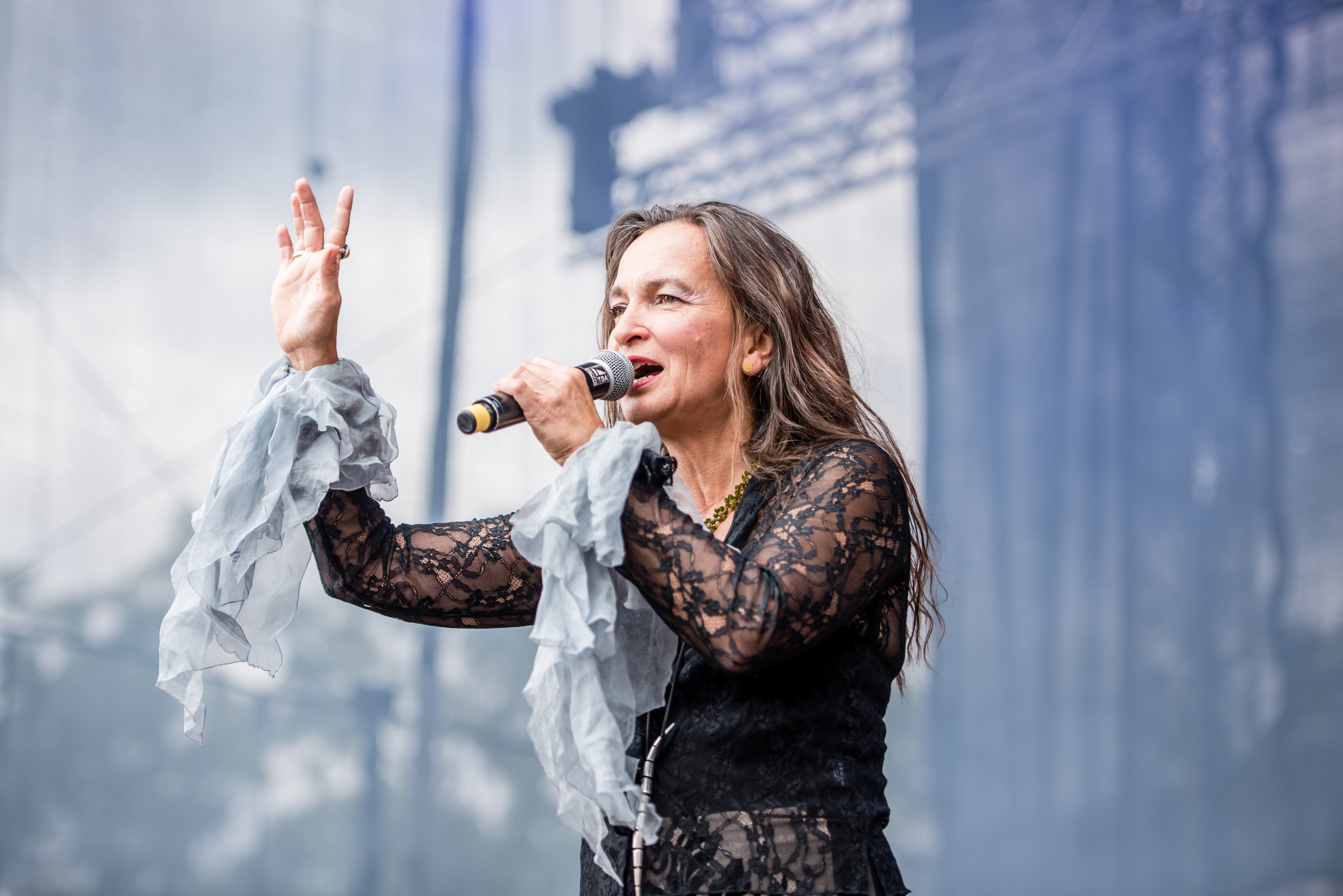
Cologne Amphi Festival Qntal 2015

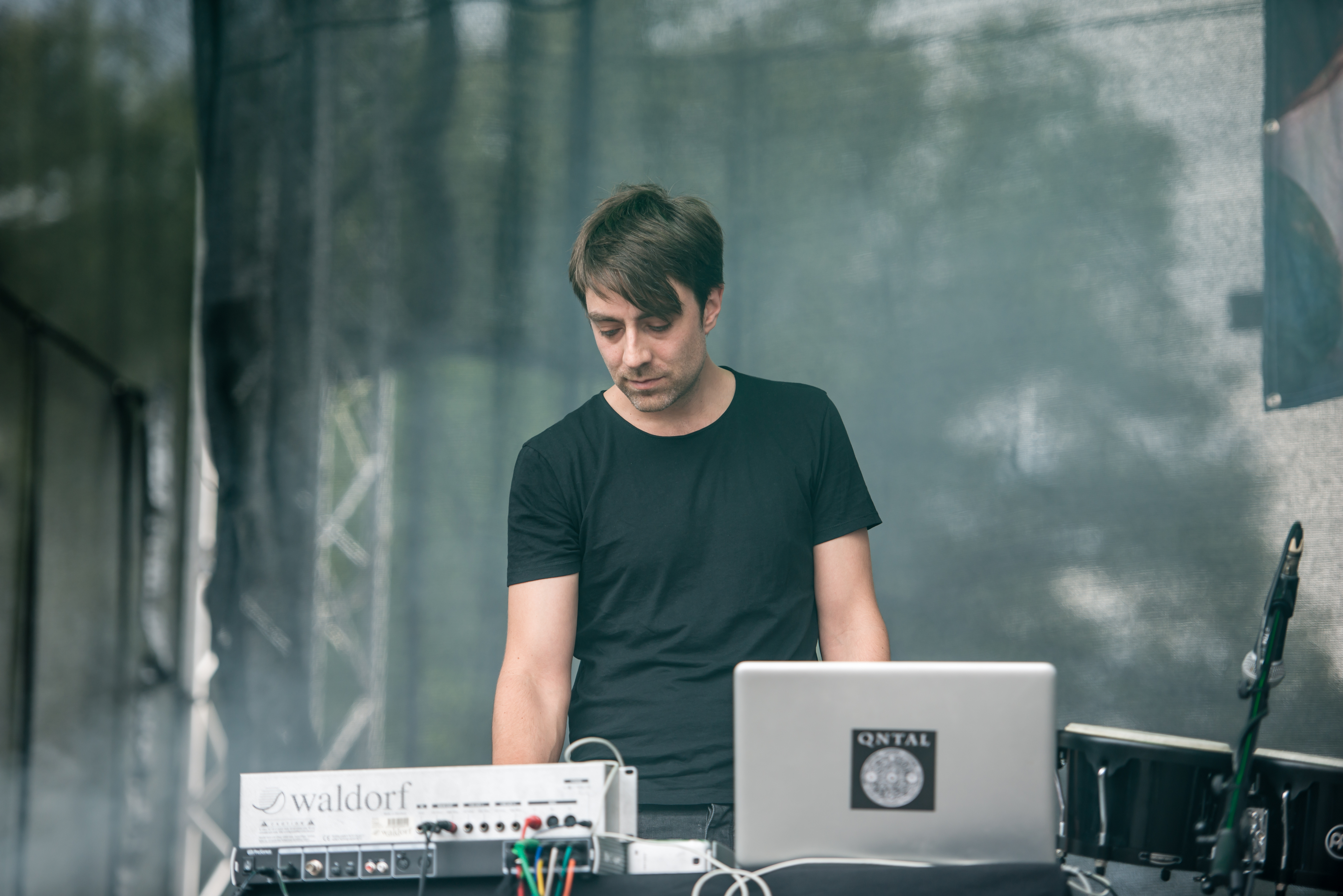
Cologne Amphi Festival Qntal 2015

### Albums
- 1992: Qntal I
- 1995: Qntal II
- 2003: Qntal III – Tristan und Isolde
- 2005: Qntal IV – Ozymandias
- 2006: Qntal V – Silver Swan
- 2008: Qntal VI – Translucida
- 2008: Purpurea – The Best of Qntal
- 2014: Qntal VII
- 2018: Qntal VIII - Nachtblume

### Singles en ep's
- 2003: O, Tristan (Single)
- 2003: Nihil (Single)
- 2004: Illuminate (USA; EP met Nihil en O, Tristan)
- 2005: Cupido (Single)
- 2006: Von den Elben (Single)

### DVDs
- 2003: Live

## Bandleden

### Huidige leden
- Michael Popp – componist, oude instrumenten zoals de vedel, bağlama, tenora, oed, tär
- Syrah (Sigrid Hausen) – zang
- Mariko (Sarah Newman) – achtergrondzang, viool
- Markus Köstner – live-slagwerk
- Leon Rodt – producer

### Vorige leden
- Ernst Horn – instrumenten en componist
- Philipp "Fil" Groth – keyboards

## Optredens (Selectie)

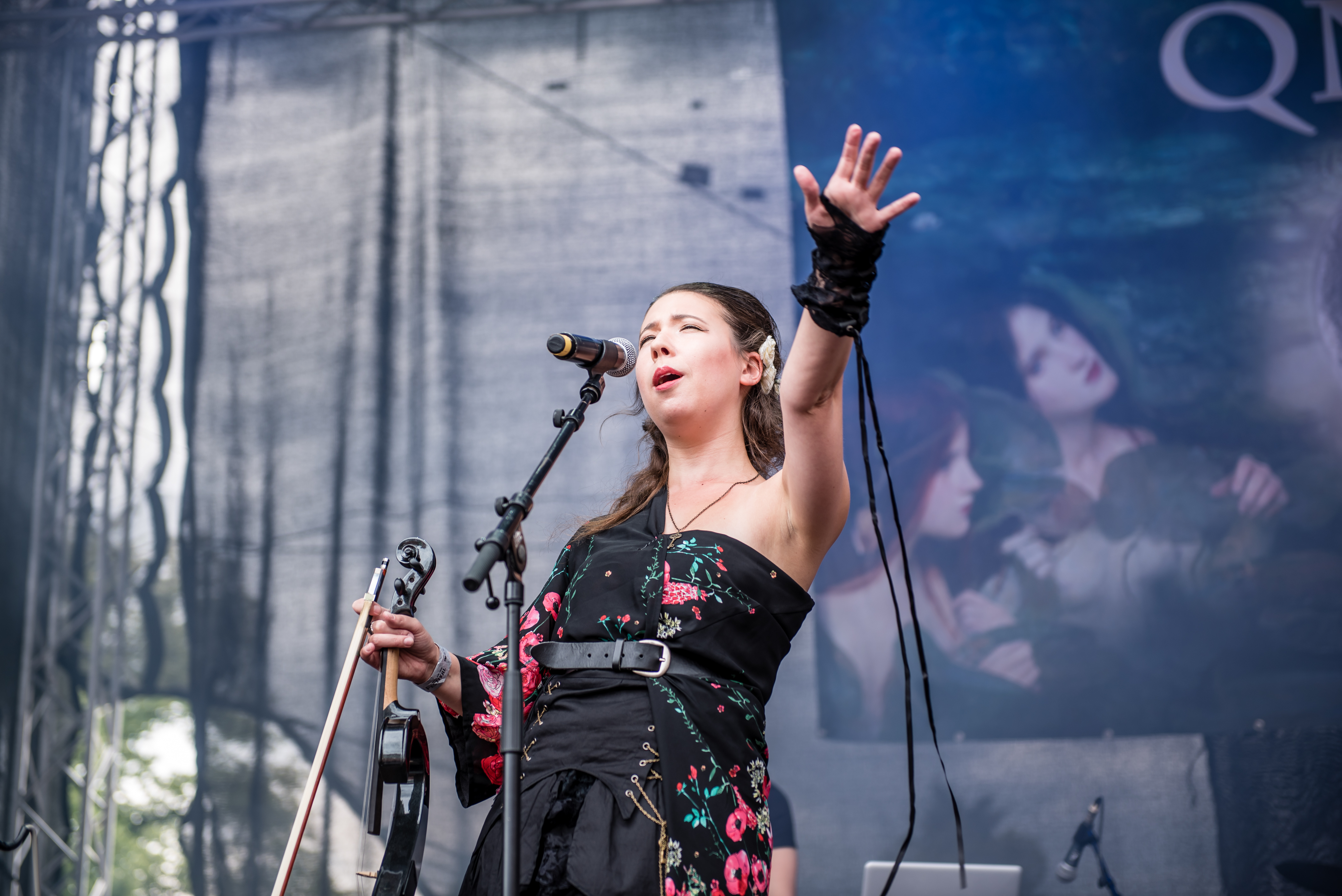
Cologne Amphi Festival Qntal 2015

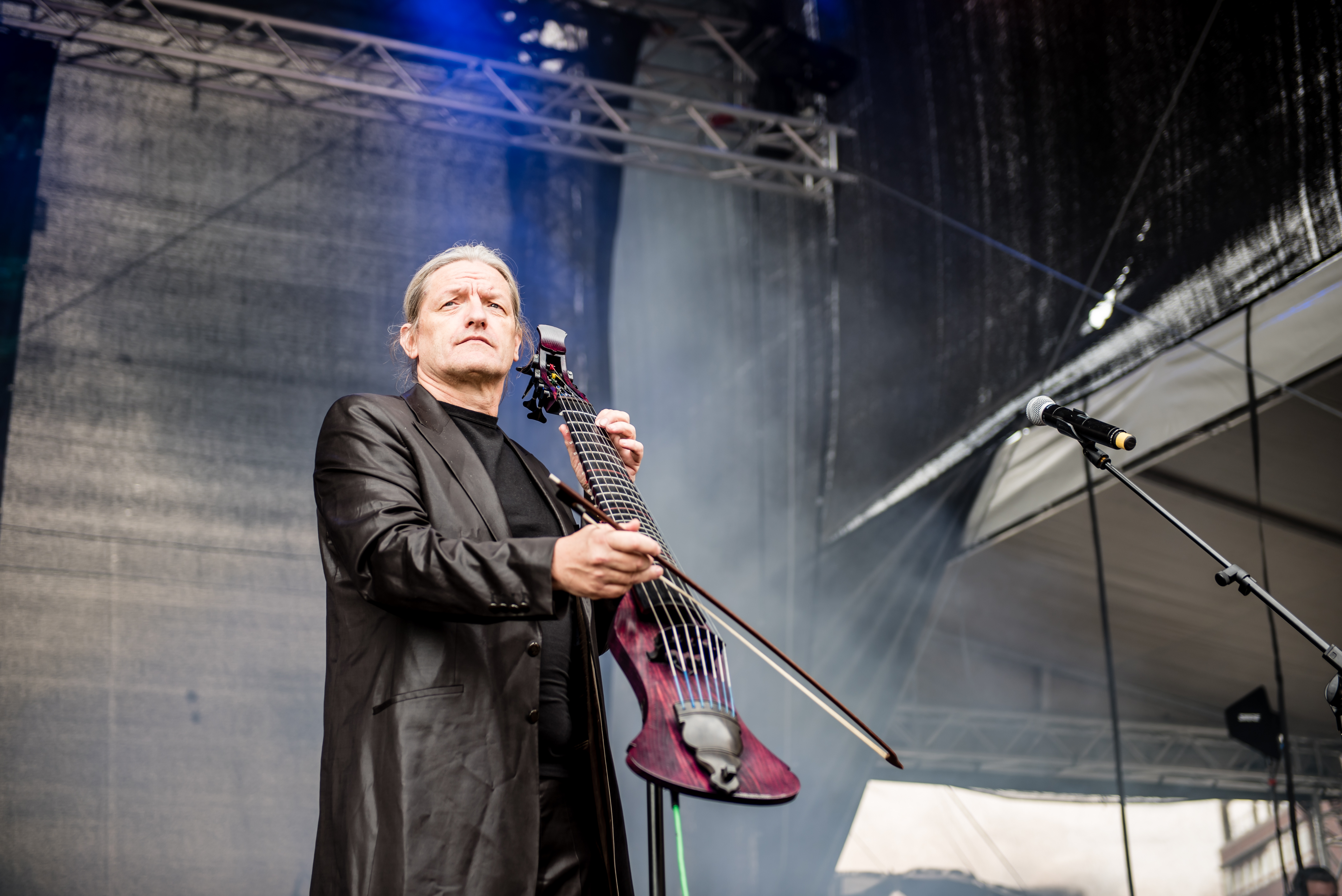
Cologne Amphi Festival Qntal 2015

| Jaar | Plaats      | Gelegenheid                                 |
| ---- | ----------- | ------------------------------------------- |
| 2002 | Leipzig     | Wave-Gotik-Treffen                          |
| 2003 | Leipzig     | Wave-Gotik-Treffen                          |
| 2003 | Hildesheim  | M'era Luna                                  |
| 2004 | Gent        | The Invitation                              |
| 2005 | Leipzig     | Wave-Gotik-Treffen                          |
| 2005 | Utrecht     | Summer Darkness                             |
| 2005 | Hildesheim  | M'era Luna                                  |
| 2006 | Haarzuilens | Elf Fantasy Fair                            |
| 2006 | Den Bosch   | W2                                          |
| 2006 | Utrecht     | Tivoli (Omnia supportact en met Unto Ashes) |
| 2007 | Leipzig     | Wave-Gotik-Treffen                          |
| 2007 | Leiden      | LVC                                         |
| 2008 | Enschede    | Grote Kerk                                  |
| 2008 | Leiden      | Feest Samstag                               |
| 2009 | Leipzig     | Wave-Gotik-Treffen                          |
| 2011 | Hildesheim  | M'era Luna                                  |
| 2012 | Leipzig     | Wave-Gotik-Treffen                          |
| 2015 | Amstelveen  | P60                                         |